# Lido di Pomposa
Lido di Pomposa (Pumpósa nel dialetto locale) è una località balneare della provincia di Ferrara. Fa parte dei sette Lidi di Comacchio.

## Storia
La prima urbanizzazione del Lido di Pomposa è databile al 1957, quando l'imprenditore Riccardo Rocca inizia la costruzione del locale Dancing Rocca's. Assieme all'imprenditore Raffaele Gallanti, riuscirono ad acquistare, per mezzo di una permuta dall'Ente Delta Padano, un terreno di sei kilometri quadrati tra il mare ed una pineta. Questa area era, originariamente, il terreno di caccia del Ducato Estense e, successivamente, in una parte di esso era stata avviata la coltivazione della vite.
Con gli anni sessanta e la contestuale repentina crescita dell'economia italiana, anche il Lido di Pomposa subisce un aumento di popolarità con la scelta di diverse personalità dello spettacolo di soggiornare in questo lido.
A partire dal 2008 è stato attuato da parte del Comune di Comacchio un intervento di riqualificazione delle vie principali del lido e dell'arredo urbano.
L'8 agosto di tutti gli anni si celebra nelle strade una festa per ricordare la sua fondazione, insieme al Lido degli Scacchi,

## Aree naturali

### Dune di San Giuseppe
A nord del centro abitato, precisamente tra Lido di Pomposa e il Lido delle Nazioni, vi è il sito di interesse comunitario denominato dune di San Giuseppe o dune della Puia. L'area protetta comprende una parte di terreno a prateria, nella parte più a ovest del sito, un tratto di spiaggia e la porzione di mare antistante alla stessa per circa 300 metri verso est. Il 39% dell'area protetta è ricompresa nel parco regionale del delta del Po.

## Economia

### Turismo
Come in tutto il litorale della regione, è molto fiorente il turismo balneare. A Lido di Pomposa, così come in tutti gli altri lidi ferraresi, è peculiare il notevole sviluppo avuto dal mercato immobiliare di seconde case per il turismo estivo.